# 鯕鯖
鯕鯖為鯕鯖科鯕鯖屬的唯一現生種。

## 命名
其种加词“imperialis”意为“帝王的”。

## 分布
分布於全球三大洋熱帶至溫帶海域，棲息深度可達200公尺，體長可達2公尺，生活在中上層水域。

## 生態
以水母、櫛水母等為食，單獨活動。

## 經濟利用
魚釣魚，可做為食用魚，少許商業利用。